# 기적 (2023년 드라마)
기적(중국어 정체자: 奇蹟, 병음: Qí Jī 치지[*], 영어:  Kiseki: Dear to Me)은 가라 텔레비전의 웹사이트에서 2023년 8월 22일부터 2023년 11월 7일까진 방송한 드라마이다.

## 등장 인물
- 쉬카이
- 린위퉁
- 천보원
- 장뎬